# Hrabstwo Marshall (Dakota Południowa)
Hrabstwo Marshall (ang. Marshall County) – hrabstwo w stanie Dakota Południowa w Stanach Zjednoczonych. Obszar całkowity hrabstwa obejmuje powierzchnię 885,63 mil² (2293,77 km²). Według szacunków United States Census Bureau w roku 2009 miało 4160 mieszkańców.
Hrabstwo powstało w 1885 roku. Na jego terenie znajdują się następujące gminy (townships): Dayton, Dumarce, Fort, Hamilton, Hickman, Kidder, La Belle, Lake, Lowell, McKinley, Newark, Newport, Nordland, Pleasant Valley, Red Iron Lake, Stena, Weston, Wismer.

## Miejscowości
- Britton
- Eden
- Kidder (CDP)
- Lake City
- Langford
- Veblen